# Кеттенбрюкен-гассе (станція метро)
«Кеттенбрюкен-гассе» (нім. Kettenbrückengasse) — станція Віденського метрополітену, розміщена на лінії U4 між станціями «Пільграм-гассе» і «Карлс-плац».
Відкрита в 1899 році як станція штадтбану, в 1980 році як станція метро.